# Kampfgeschwader 25
Kampfgeschwader 25 (dobesedno slovensko: Bojni polk 25; kratica KG 25) je bil bombniški letalski polk (Geschwader) v sestavi nemške Luftwaffe med drugo svetovno vojno.

## Organizacija
- štab
- I. skupina

## Vodstvo polka
Poveljniki polka (Geschwaderkommodore)
- Hauptmann Pohle: avgust 1939 - september 1939